# Alaigne
Alaigne (okcitansko Alanha) je naselje in občina v južnem francoskem departmaju Aude regije Languedoc-Roussillon. Leta 1999 je naselje imelo 300 prebivalcev.

## Geografija
Kraj leži v pokrajini Languedoc 32 km jugozahodno od središča departmaja Carcassonna.

## Uprava
Alaigne je sedež istoimenskega kantona, v katerega so poleg njegove vključene še občine Bellegarde-du-Razès, Belvèze-du-Razès, Brézilhac, Brugairolles, Cailhau, Cailhavel, Cambieure, La Courtète, Donazac, Escueillens-et-Saint-Just-de-Bélengard, Fenouillet-du-Razès, Ferran, Gramazie, Hounoux, Lasserre-de-Prouille, Lauraguel, Lignairolles, Malviès, Mazerolles-du-Razès, Montgradail, Monthaut, Pomy, Routier, Seignalens in Villarzel-du-Razès s 4.382 prebivalci.
Kanton Alaigne je sestavni del okrožja Limoux.
1. ↑  »Populations légales 2016«. Nacionalni inštitut za statistične in gospodarske raziskave. Pridobljeno 25. aprila 2019.